# Raoul de Billioti
Raoul de Biliotti, né le 22 décembre 1828 à Jonquières (Vaucluse) et mort le 15 septembre 1882 à la Grande Chartreuse (Isère), est un homme politique français.

## Biographie
Fils de Victor de Biliotti (auditeur au Conseil d'État sous Napoléon Ier, et sous-préfet d'Avignon en 1815), il est né à château de Beauregard. Il fait ses études à Avignon.
Après plusieurs tentatives électorales, notamment en 1874, Il est élu en octobre 1877. Après de nombreuses protestations, une enquête parlementaire invalide l'élection. Raoul de Biliotti se présente une dernière fois, sans succès, en 1878.

## À voir aussi